# Jenghiz Khan
A Jenghiz Khan egy belga rockegyüttes, mely 1970-ben alakult Dél-Belgiumban a The Tim Brean Group és a Les Partisans tagjaiból. Rövid működésük során több fesztiválon is felléptek. Egy nagylemezt adtak ki, és ugyan készítettek még felvételeket, amelyet egy második albumra szántak, azonban az már nem jelent meg. 1972-ben oszlottak fel, Pierre Rapsat ezután szólókarrierbe kezdett.

## Tagok
- Tim Brean - orgona, zongora, harpsichord, vokál
- “Big” Friswa - ritmusgitár, akusztikus gitár, vokál
- Christian “Chris Tick” Servranckx - dob, ütősök, vokál
- Pierre “Peter Raepsaet” Rapsat - basszusgitár, vokál

## Lemezeik
- Well Cut (Barclay, 1971)